# St-Nicolas (Ottrott)

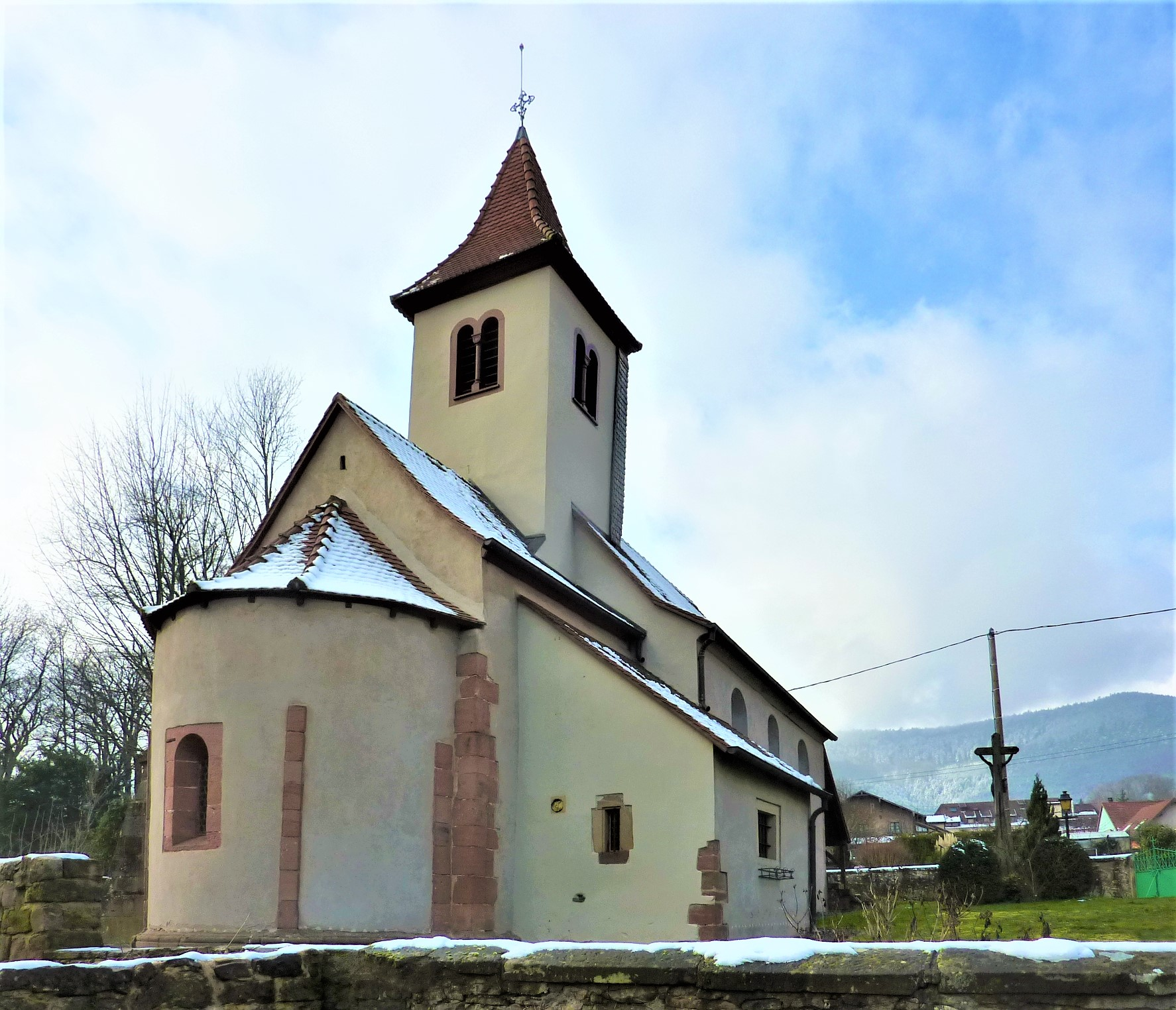
Die Kapelle St-Nicolas

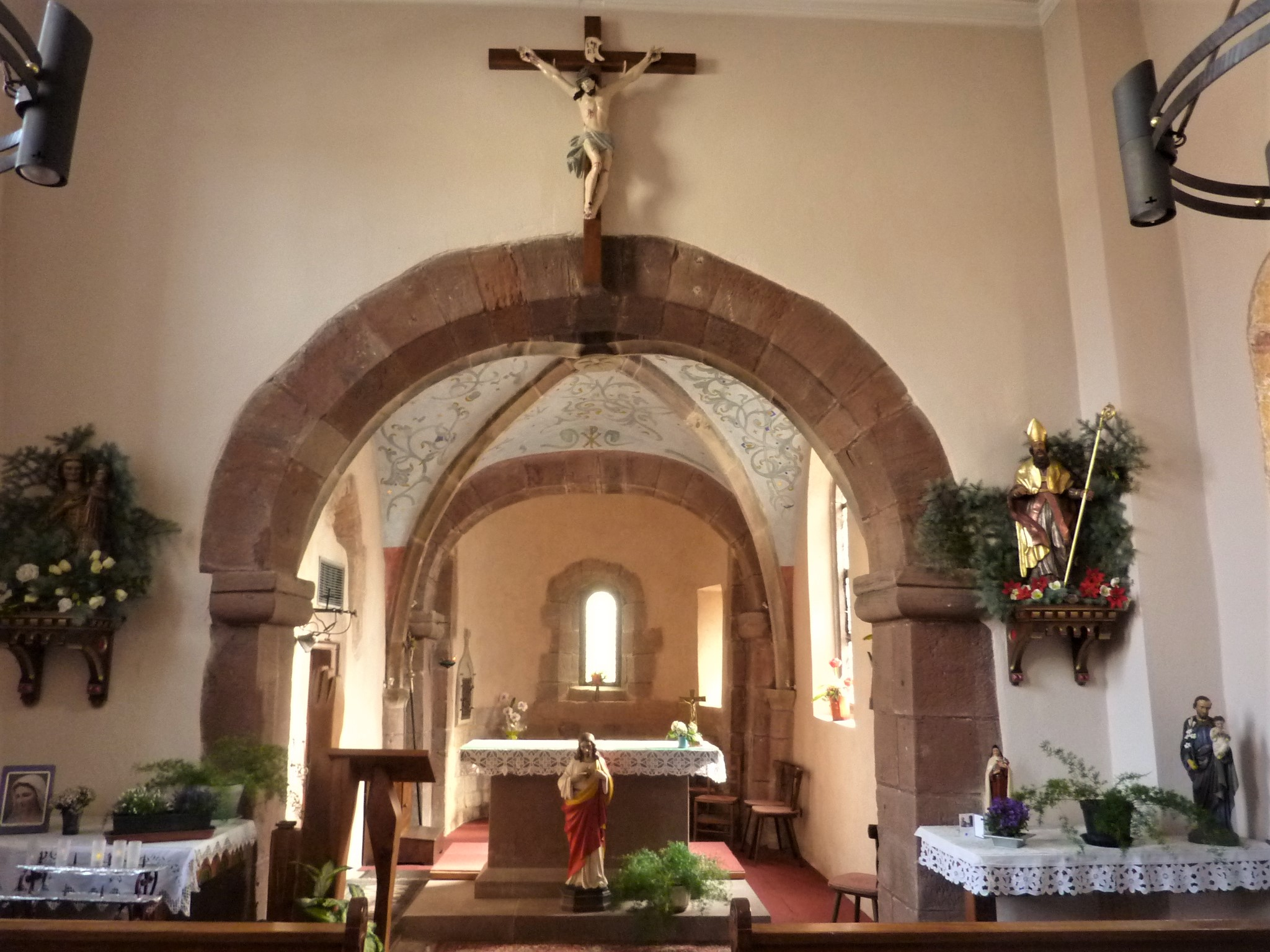
Blick zum romanischen Chor

St-Nicolas ist eine römisch-katholische Kapelle in der elsässischen Gemeinde Ottrott (Département Bas-Rhin, Region Grand Est). Die Kapelle ist seit dem Jahr 2000 als Monument historique eingestuft. Sie ist außerdem eingetragen im Verzeichnis des architektonischen Erbes Frankreichs.

## Geschichte
Die dem Patrozinium des heiligen Nikolaus von Myra unterstellte Kapelle entstand im 12. Jahrhundert im Stil der Romanik mit Chorturm als Eigenkirche der Eltern von Gertrude von Rathsamhausen. Die Sakristei entstand zur Zeit der Gotik, in dieser Zeit wurden wohl auch die Kreuzrippengewölbe des Chores und der Sakristei eingezogen.
Nach dem Dreißigjährigen Krieg wurde die Kapelle nach Verwüstungen durch schwedische Truppen im Jahr 1622 teilweise wieder aufgebaut. Die Nordfenster wurden im 18. Jahrhundert verändert, eine Innenrestaurierung erfolgte um 1860, auch die Außentreppe und die Orgelgalerie entstanden im 19. Jahrhundert. Die Innenmalerei wurde 1942 erneuert.